# Blegdamsvej
Blegdamsvej er en vej på Nørrebro og Østerbro i København, der forbinder Sankt Hans Torv med Trianglen.
Den begynder på Nørrebro, men det meste af vejen findes på Østerbro. På nordsiden af Blegdamsvej ligger der en række offentlige bygninger og institutioner så som Panuminstituttet, Rigshospitalet og Niels Bohr Instituttet. Desuden ligger Fælledparken bagved nogle af bygningerne på Østerbro. På den sydlige side af vejen ligger der primært etageejendomme. Denne forskel på vejens to sider har den følge, at de ulige husnumre på den nordlige side kun går op til 31, mens de lige på den sydlige side går op til 132.

## Historie
Blegdamsfælled er den ældste af Københavns fælleder. Den har navn efter de pladser, som de københavnske blegemænd fik overladt i 1660’erne ned mod Sortedams Sø. Strækningen fra Østerbrogade og Sankt Hans Gade mellem Blegdamsvej og Sortedam Dossering blev opdelt i 23 lodder med hver deres dam. Blegdammene var mere eller mindre naturlige vandhuller, som opstod ved dræning af fællederne. Blegdammene strakte sig langs søerne i fælledens udkant fra Skt. Hans Torv på Nørrebro ud mod Østerbro.
De var cirka 150 meter på den lange led og 50 meter eller mindre på den smalle led. De laveste numre befandt sig på Nørrebro. Nr. 1 befandt sig der, hvor Sankt Hans Gade i dag befinder sig. Nr. 24 grænsede op til nutidens Trianglen. 8. og 9. blegdam lå hvor Fredensgade i dag løber, altså lige på grænsen mellem Østerbro og Nørrebro. Tidligere havde blegdammene ligget inden for søen med i 1661 besluttede man at de skulle ligge på den anden side af søen.
Blegemændene stod, som navnet antyder, for blegning af borgernes tøj. Tøjet lå til blegning i solen og hærdning i nattefrosten. Både digterne B.S. Ingemann og Carl Ploug har digtet om blegedammene.
De smalle parceller blev op gennem 1800-årene brugt til andre formål, først og fremmest småindustri. Men fra midten af 1800-tallet blev området langsomt men sikkert bebygget med etageboliger. Den sidste blegemand stoppede dog først sin virksomhed så sent som 1867.
Gadenavnet kendes med sikkerhed fra 1817 (Blegedams Veien), men er givetvis jævngammel med vejanlægget, der stammer fra årene omkring 1750, da Trianglen og Nørre Allé og Øster Allé blev anlagt.
Omkring århundredskiftet lå der bl.a. et værtshus i nr. 2, et gæstgiveri i nr. 4, en urmager i nr. 8, en havemøbelfabrikant i nr. 10.
I tiden omkring 1. verdenskrig blev en strimmel af Fælledparken reserveret til randbebyggelse. Poul Henningsen var i Kritisk Revy stærkt kritisk over for de huse, der skød op langs Øster Allé og Blegdamsvej. Københavns Kommune havde mageskiftet dele af Fælledparken, nemlig Rigshospitalet og Niels Bohr Instituttets kommende arealer, mod selv at få en strimmel af Kongens Have til en udvidelse af Gothersgade. PH var kritisk over for denne kortsigtede skalten og valten med offentlige grunde.

## Nævneværdige bygninger i gaden
- Nr. 1: Sankt Johannes Kirke opført 1856-1861 ved Theodor Sørensen.
- Nr. 3: Panuminstituttet opført 1971-1986 ved Eva og Nils Koppel og Gert Edstrand. Tidligere lå her Blegdamshospitalet.
- Nr. 6: Københavns Amts Ting- og Arresthus, 1847 af Michael Gottlieb Bindesbøll og N.S. Nebelong, ombygget 1907-1913 ved Carl Thonning.
- Nr. 9: Rigshospitalet, 1960-1978 af Kaj Boeck-Hansen og Jørgen Stærmose. Det oprindelige hospital var opført 1905-1910 af Martin Borch. I 1910 blev det besluttet at flytte Det Kongelige Frederiks Hospital fra Bredgade til Øster Fælled, og hospitalet, der samtidigt skiftede navn til Rigshospitalet, rejste sig her i næsten landlige omgivelser mellem 1905 og 1910. Enkelte af de oprindelige bygninger eksisterer stadig, andre måtte lade livet, da det nye centralkompleks i 16 etager stod klart i 1970.
Lars von Triers tv-serie Riget indledes med dette citat: ”Grunden under Rigshospitalet er gammel mose. Her lå Blegedammene engang. Her gik blegemændene og fugtede deres lærreder i det lave vand for at lægge til blegning. Fordampningen indhyllede stedet i en permanent tåge. Senere byggedes Rigshospitalet her, og blegemændene blev skiftet ud med læger og forskere og landets bedste hjerner og mest fuldendte teknologi. Og som kronen på værket kaldte man stedet for Riget. Nu skulle livet defineres, og uvidenhed og overtro aldrig mere kunne ryste videnskaben.”
- Nr. 10: Her boede tidligere Københavns visionære stadsingeniør Charles Ambt, der lagde planerne for Boulevardbanen allerede i 1880’erne og som senere fik løst byens kloakproblemer ved en storstilet plan, der bevirkede, at man kunne begynde at bruge vandbaserede toiletter.
- Nr. 15-17: Niels Bohr Instituttet, opført 1921-1922 af Kristoffer Varming. Institut for teoretisk fysik, også tidligere Matematisk Institut. Bygningerne har været rammen om flere nobelpristageres berømmede forskning og kendes også som Niels Bohr Institutet. Nobelpristagerne Niels Bohr, sønnen Aage Bohr og Ben Roy Mottelson trak i flere årtier forskere fra hele verden hertil.
- Nr. 19-21: Her lå tidligere Undervisningsministeriet
- Nr. 23: Den Danske Frimurerordens bygning (Stamhuset), tegnet af Holger Rasmussen og opført 1921-1927. Indviet af Den Danske Frimurerordens daværende stormester Kong Christian X. Forhandlingerne om grundens salg og overtagelse samt bygningens udseende fandt dog allerede sted fra 1913.
- Nr. 25-27: Den tidligere Københavns Amtsgård, 1952 af Povl Ernst Hoff og Bennet Windinge. Den tidligere Københavns Amtsgård, der lå i midten af amtet rent geografisk, men dermed også i Københavns Kommune, der paradoksalt nok ikke var en del af amtet. Nu bruges bygningen af Dansk Røde Kors.
- Nr. 60: Nielsen & Winthers Maskinfabrik, 1897-1899 af Axel Berg.
- Nr. 62: Tidligere kommuneskole, filial af Ryesgades Skole, siden anvendt af Nielsen & Winther (1893-94 af Ludvig Fenger).
- Nr. 74: Håndværkerstiftelsen (1901-1902 af Emil Jørgensen). Maleren Christen Købke boede og arbejdede i et hus på 15. blegdam, der tilhørte hans far bagermester P.B. Købke. Hans ejendom er for længst nedrevet, men det lå omtrent midtvejs mellem Trepksasgade og Helgesensgade, svarende til vore dages Blegdamsvej nr. 74
- Nr. 104: Asp-Holmblads Stearinlysfabrik. Her holdt O.F. Asps Stearinlysfabrik indtil midt i 1900-tallet. Der har også været beboelse.
- Nr. 106: Tidligere Kommunelærernes og Kommunelærerindernes Stiftelse (1889 af Hans J. Holm, facaden ændret).
- Nr. 124/Ryesgade 113: Siemens-Schuckerts bygning (1912-13 af Frederik L. Levy)
- Nr. 128: Her blev på et ungkarleværelse på 3.sal Danmarks i dag ældste atletikforening Københavns Fodsports-Forening (KFF) stiftet den 24. oktober 1892.[3]
- Nr. 132 (Trianglen): De kjøbenhavnske Sporvejes tidligere sporvognremise (1900-02 af Vilhelm Friederichsen og ingeniør Johansen, ombygget til fritidshjem i 1980'erne)